# Francis McDonald
Francis McDonald (Bowling Green, 22 agosto 1891 – Hollywood, 18 settembre 1968) è stato un attore statunitense.

## Biografia
Francis McDonald nacque a Bowling Green, in Kentucky, il 22 agosto 1891. Cominciò la sua carriera di attore fin da giovanissimo a teatro, proseguendo poi con numerose partecipazioni a cortometraggi e lungometraggi nell'epoca del muto e con l'avvento del sonoro, dando vita in particolare a personaggi duri e dall'aspetto massiccio grazie alla sua corporatura. Collezionò anche qualche sporadica presenza a Broadway.  Ha recitato in oltre 310 film dal 1913 al 1965 ed è apparso in oltre 50 produzioni televisive dal 1949 al 1963, venendo accreditato anche con i nomi Francis J. MacDonald, Francis MacDonald, Francis J. McDonald, Frank McDonald e J. Francis McDonald.
Con l'avvento della televisione, partecipò, sin dal 1949, a molte produzioni, in particolare serie televisive, per le quali interpretò numerosi personaggi secondari in molti episodi fino agli anni sessanta. La sua ultima apparizione sul piccolo schermo avvenne nell'episodio Ryker della serie televisiva Il virginiano, andato in onda il 16 settembre 1964, mentre per il grande schermo l'ultima interpretazione risale al film La grande corsa del 1965. Morì a Hollywood, in California, il 18 settembre 1968 e fu seppellito al Pierce Brothers Valhalla Memorial Park di North Hollywood.

## Galleria d'immagini

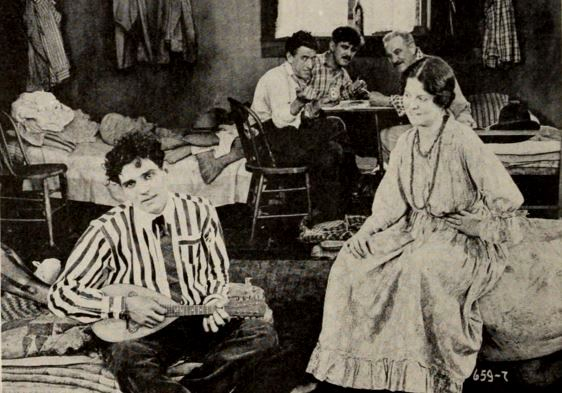
Tony America (1918)
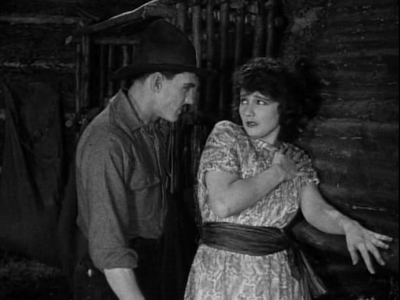
Con Betty Blythe in Nomads of the North (1920)
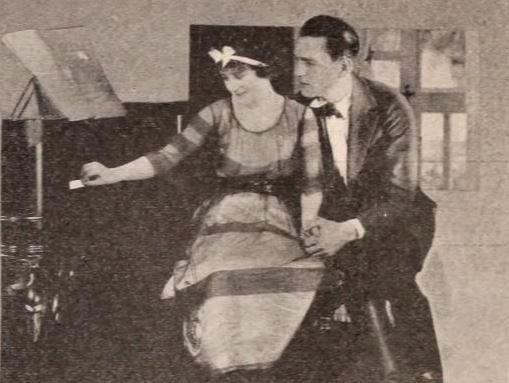
Zampe di gallina (1920)

## Filmografia

### Cinema
- St. Elmo, regia di J. Gordon Edwards (1914)
- The Crystal (1915)
- In the Web of the Grafters (1916)
- The Devil at His Elbow, regia di Burton L. King (1916)
- Intolerance (Intolerance: Love's Struggle Throughout the Ages), regia di David Wark Griffith (1916)
- Orchidea nera (Black Orchids), regia di Rex Ingram (1917)
- The Gates of Doom (1917)
- Perils of the Secret Service, regia di Hal Mohr, George Bronson Howard e Jack Wells - serial (1917)
- The Voice on the Wire, regia di Stuart Paton - serial (1917)
- Mr. Dolan of New York (1917)
- Il re dell'audacia (The Gray Ghost), regia di Stuart Paton - serial (1917)
- In the Talons of an Eagle, regia di Francis J. Grandon – cortometraggio (1917)
- The Love Doctor, regia di Paul Scardon (1917)
- I Love You, regia di Walter Edwards (1918)
- The Gun Woman (1918)
- The Light Within (1918)
- Real Folks (1918)
- The Answer (1918)
- The Hand at the Window, regia di Raymond Wells (1918)
- The Painted Lily (1918)
- The Ghost Flower (1918)
- Tony America (1918)
- Toton the Apache (1919)
- The Final Close-Up (1919)
- The Divorce Trap, regia di Frank Beal (1919)
- His Debt, regia di William Worthington (1919)
- Prigioniera d'amore (Love's Prisoner), regia di John Francis Dillon (1919)
- Pretty Smooth (1919)
- Prudence on Broadway (1919)
- The Confession (1920)
- Zampe di gallina (The Kentucky Colonel), regia di William A. Seiter (1920)
- Nomads of the North, regia di David Hartford (1920)
- Puppets of Fate, regia di Dallas M. Fitzgerald (1921)
- Hearts and Masks, regia di William A. Seiter (1921)
- The Golden Snare (1921)
- The Call of the North (1921)
- The Man Who Married His Own Wife (1922)
- Trooper O'Neill (1922)
- Monte Cristo, regia di Emmett J. Flynn (1922)
- The Woman Conquers , regia di Tom Forman (1922)
- Captain Fly-by-Night (1922)
- The Buster (1923)
- Look Your Best (1923)
- Mary of the Movies (1923)
- Trilby, regia di James Young (1923)
- Going Up, regia di Lloyd Ingraham (1923)
- South Sea Love (1923)
- Arizona Express (1924)
- Racing Luck, regia di Herman C. Raymaker (1924)
- East of Broadway (1924)
- So This Is Marriage? (1924)
- The Hunted Woman, regia di Jack Conway (1925)
- Go Straight, regia di Frank O'Connor (1925)
- Anything Once, regia di Justin H. McCloskey, James McHenry (1925)
- Northern Code, regia di Leon De La Mothe (1925)
- Satan in Sables (1925)
- Bobbed Hair, regia di Alan Crosland (1925)
- My Lady of Whims (1925)
- The Yankee Señor (1926)
- The Palace of Pleasure (1926)
- The Bar-C Mystery (1926)
- Puppets (1926)
- Se perdo la pazienza... (Battling Butler) (1926)
- La tentatrice (The Temptress) (1926)
- The Desert's Toll (1926)
- The Wreck, regia di William James Craft (1927)
- The Valley of Hell (1927)
- The Notorious Lady (1927)
- Outlaws of Red River (1927)
- Passione di principe (Paid to Love), regia di Howard Hawks (1927)
- Capitan Barbablù (A Girl in Every Port), regia di Howard Hawks (1928)
- La squadriglia degli eroi (The Legion of the Condemned), regia di William A. Wellman (1928)
- La retata (The Dragnet) (1928)
- I vichinghi (The Vikings) (1928)
- La maschera di ferro (The Iron Mask) (1929)
- The Carnation Kid, regia di E. Mason Hopper e Leslie Pearce (1929)
- Port of Dreams (1929)
- La corsa all'amore (Burning Up), regia di A. Edward Sutherland (1930)
- Dangerous Paradise (1930)
- The Runaway Bride (1930)
- Safety in Numbers, regia di Victor Schertzinger (1930)
- Stranieri (Brothers) (1930)
- Marocco (Morocco) (1930)
- La sferzata (The Lash), regia di Frank Lloyd (1930)
- Lo stroncatore di gang (The Gang Buster) (1931)
- The Lawyer's Secret (1931)
- The Ruling Voice (1931)
- In Line of Duty (1931)
- L'avventuriera di Montecarlo (The Woman from Monte Carlo), regia di Michael Curtiz (1932)
- World and the Flesh (1932)
- Honor of the Mounted (1932)
- L'ora tragica (The Last Mile) (1932)
- 70,000 Witnesses (1932)
- Hidden Valley (1932)
- Trailing the Killer (1932)
- Texas Buddies (1932)
- Madison Sq. Garden (1932)
- The Devil Is Driving (1932)
- Il sentiero del terrore (Terror Trail) (1933)
- Broadway Bad (1933)
- Orizzonti di fuoco (The Devil's in Love) (1933)
- Volo di notte (Night Flight) (1933)
- Straightaway (1933)
- Voice in the Night (1934)
- Viva Villa! (1934)
- Squillo di tromba (The Trumpet Blows) (1934)
- The Line-Up (1934)
- Sing and Like It (1934)
- Sadie McKee (1934)
- L'agente n. 13 (Operator 13) (1934)
- Burn 'Em Up Barnes, regia di Colbert Clark e Armand Schaefer - serial (1934)
- Girl in Danger (1934)
- A Successful Failure, regia di Arthur Lubin (1934)
- L'amante sconosciuta (Evelyn Prentice), regia di William K. Howard (1934)
- The Gay Bride (1934)
- Red Morning (1934)
- The Marriage Bargain (1935)
- In Spite of Danger (1935)
- It Happened in New York (1935)
- Mississippi (1935)
- Aquile (West Point of the Air) (1935)
- La maschera di mezzanotte (Star of Midnight) (1935)
- Rivalità senza rivali (Ladies Crave Excitement) (1935)
- Anna Karenina (1935)
- L'uomo dai diamanti (Diamond Jim) (1935)
- Abbasso le bionde (Redheads on Parade) (1935)
- Il prigioniero dell'isola degli squali (The Prisoner of Shark Island), regia di John Ford (1936)
- Robin Hood dell'Eldorado (Robin Hood of El Dorado) (1936)
- Occhioni scuri (Big Brown Eyes) (1936)
- Sotto due bandiere (Under Two Flags) (1936)
- White Fang (1936)
- Mummy's Boys (1936)
- La reginetta dei monelli (Dimples) (1936)
- La conquista del West (The Plainsman) (1936)
- Woman-Wise (1937)
- La femmina dei porti (The Devil's Playground) (1937)
- Criminal Lawyer (1937)
- Parole Racket (1937)
- Michele Strogoff (The Soldier and the Lady) (1937)
- The Last Train from Madrid (1937)
- The Devil Is Driving (1937)
- Born Reckless (1937)
- Wild West Days (1937)
- Love Under Fire (1937)
- Alì Babà va in città (Ali Baba Goes to Town) (1937)
- Maria Walewska (Conquest) (1937)
- Every Day's a Holiday (1937)
- I filibustieri (The Buccaneer) (1938)
- Gun Law, regia di David Howard (1938)
- The Texans (1938)
- Un vagabondo alla corte di Francia (If I Were King) (1938)
- Spregiudicati (Idiot's Delight) (1939)
- La via dei giganti (Union Pacific) (1939)
- Chasing Danger (1939)
- Beau Geste (1939)
- Bad Lands (1939)
- Range War (1939)
- La luce che si spense (The Light that Failed), regia di William A. Wellman (1939)
- Inferno verde (Green Hell) (1940)
- L'isola del diavolo (Strange Cargo) (1940)
- The Carson City Kid (1940)
- Lo sparviero del mare (The Sea Hawk) (1940)
- I ribelli dei sette mari (Captain Caution) (1940)
- Avventura nel Wyoming (Wyoming) (1940)
- Giubbe rosse (North West Mounted Police) (1940)
- One Night in the Tropics (1940)
- The Devil's Pipeline (1940)
- The Lone Wolf Keeps a Date (1940)
- Il lupo dei mari (The Sea Wolf) (1941)
- Men of the Timberland (1941)
- Sangue e arena (Blood and Sand) (1941)
- The Kid from Kansas (1941)
- Il cavaliere della vendetta (Wild Bill Hickok Rides) (1942)
- La valle degli uomini rossi (Valley of the Sun), regia di George Marshall (1942)
- The Girl from Alaska, regia di Nick Grinde e, non accreditato, William Witney (1942)
- Rhythm of the Islands (1943)
- I conquistatori del West (Buckskin Empire) (1943)
- La città rubata (The Kansan) (1943)
- Bar 20 (1943)
- Il canto del deserto (The Desert Song) (1943)
- Texas Masquerade (1944)
- Lumberjack (1944)
- Mystery Man (1944)
- Bordertown Trail (1944)
- L'estrema rinuncia (Till We Meet Again) (1944)
- Cheyenne Wildcat (1944)
- The Mystery of the Riverboat (1944)
- La frusta nera di Zorro (Zorro's Black Whip) (1944)
- La bella dello Yukon (Belle of the Yukon) (1944)
- Il figlio di Robin Hood (The Bandit of Sherwood Forest) (1945)
- Great Stagecoach Robbery (1945)
- Corpus Christi Bandits (1945)
- Bad Men of the Border (1945)
- South of the Rio Grande (1945)
- River Gang (1945)
- Strange Confession (1945)
- Tangeri città di avventurieri (Tangier) (1946)
- The Catman of Paris (1946)
- Notte di paradiso (Night in Paradise) (1946)
- Trigger il cavallo prodigio (My Pal Trigger) (1946)
- Night Train to Memphis (1946)
- I conquistatori (Canyon Passage) (1946)
- Notorious - L'amante perduta (Notorious) (1946)
- The Invisible Informer (1946)
- Roll on Texas Moon (1946)
- La magnifica bambola (Magnificent Doll) (1946)
- The Devil's Playground (1946)
- Duello al sole (Duel in the Sun) (1946)
- Spoilers of the North (1947)
- Dangerous Venture (1947)
- Questo è il mio uomo (That's My Man) (1947)
- Saddle Pals (1947)
- La storia di Pearl White (The Perils of Pauline) (1947)
- Forza bruta (Brute Force) (1947)
- Gli invincibili (Unconquered) (1947)
- Pian della morte (Panhandle) (1948)
- Dietro la maschera (Black Bart) (1948)
- The Bold Frontiersman (1948)
- The Dead Don't Dream (1948)
- Son of God's Country (1948)
- Strange Gamble (1948)
- I tre moschettieri (The Three Musketeers) (1948)
- Il delitto del giudice (An Act of Murder) (1948)
- Viso pallido (The Paleface) (1948)
- Rose of the Yukon (1949)
- Daughter of the Jungle (1949)
- Brothers in the Saddle (1949)
- Rustlers (1949)
- Jack il bucaniere (Big Jack) (1949)
- Son of a Badman (1949)
- La roulette (The Lady Gambles) (1949)
- Rim of the Canyon (1949)
- Occhio per occhio (Calamity Jane and Sam Bass) (1949)
- La bella preda (The Gal Who Took the West) (1949)
- La tratta degli innocenti (Abandoned) (1949)
- Apache Chief (1949)
- Always Leave Them Laughing (1949)
- Powder River Rustlers (1949)
- Sansone e Dalila (Samson and Delilah) (1949)
- L'uomo del Nevada (The Nevadan) (1950)
- Donna in fuga (Woman in Hiding) (1950)
- Le avventure di Capitan Blood (Fortunes of Captain Blood) (1950)
- Il passo degli apaches (Stage to Tucson) (1950)
- Kim (1950)
- Il sentiero degli Apaches (California Passage) (1950)
- Gene Autry and The Mounties (1951)
- I lancieri del Dakota (Oh! Susanna) (1951)
- Rotaie insanguinate (Santa Fe) (1951)
- La montagna dei sette falchi (Red Mountain) (1951)
- Il passo di Forte Osage (Fort Osage) (1952)
- Rancho Notorious (1952)
- Il figlio di Alì Babà (Son of Ali Baba) (1952)
- La grande sparatoria (The Raiders) (1952)
- La valle dei bruti (Ride the Man Down) (1952)
- I pascoli d'oro (San Antone) (1953)
- Il ritorno dei vendicatori (The Bandits of Corsica) (1953)
- Forte Algeri (Fort Algiers) (1953)
- Lo straniero ha sempre una pistola (The Stranger Wore a Gun) (1953)
- Non sparare baciami! (Calamity Jane) (1953)
- Tre ore per uccidere (Three Hours to Kill) (1954)
- Giorno maledetto (Bad Day at Black Rock) (1955)
- La banda dei dieci (Ten Wanted Men) (1955)
- Canne infuocate (Shotgun) (1955)
- Sangue di Caino (The Road to Denver) (1955)
- Fratelli messicani (The Naked Dawn) (1955)
- Sakiss, vendetta indiana (The Vanishing American) (1955)
- I dominatori di Fort Ralston (Texas Lady) (1955)
- Dig That Uranium (1955)
- Il marchio del bruto (Raw Edge) (1956)
- Duello al Passo Indio (Thunder Over Arizona) (1956)
- Canyon River (1956)
- La terra degli Apaches (Walk the Proud Land) (1956)
- I dieci comandamenti (The Ten Commandments), regia di Cecil B. DeMille (1956)
- Chain of Evidence (1957)
- Combattimento ai pozzi apache (Duel at Apache Wells) (1957)
- Il forte delle amazzoni (The Guns of Fort Petticoat) (1957)
- La maschera nera di Cedar Pass (The Last Stagecoach West) (1957)
- Il ritorno di Joe Dakota (Joe Dakota) (1957)
- La carica delle mille frecce (Pawnee) (1957)
- Il forte del massacro (Fort Massacre) (1958)
- La vendetta del tenente Brown (The Saga of Hemp Brown) (1958)
- Il grande pescatore (The Big Fisherman) (1959)
- I 4 di Chicago (Robin and the 7 Hoods) (1964)
- La grande corsa (The Great Race) (1965)

### Televisione
- Hopalong Cassidy – serie TV, 2 episodi (1952)
- Le avventure di Rex Rider (The Range Rider) – serie TV, 9 episodi (1951-1953)
- The Ford Television Theatre – serie TV, un episodio (1953)
- General Electric Theater – serie TV, episodio 1x02 (1953)
- Cisco Kid (The Cisco Kid) – serie TV, 2 episodi (1953)
- Mayor of the Town – serie TV, un episodio (1954)
- Stories of the Century – serie TV, un episodio (1954)
- Death Valley Days – serie TV, 2 episodi (1953-1954)
- Annie Oakley – serie TV, 2 episodi (1954)
- The Adventures of Kit Carson – serie TV, 8 episodi (1952-1954)
- The Lineup – serie TV, un episodio (1954)
- Wild Bill Hickok (Adventures of Wild Bill Hickok) – serie TV, 2 episodi (1951-1954)
- Adventures of Superman – serie TV, un episodio (1955)
- Le avventure di Rin Tin Tin (The Adventures of Rin Tin Tin) – serie TV, 2 episodi (1955)
- La pattuglia della strada (Highway Patrol) – serie TV, un episodio (1955)
- Le avventure di Gene Autry (The Gene Autry Show) – serie TV, 9 episodi (1950-1955)
- Le avventure di Campione (The Adventures of Champion) – serie TV, 4 episodi (1955-1956)
- Frida (My Friend Flicka) – serie TV, episodio 1x27 (1956)
- Lassie – serie TV, un episodio (1956)
- TV Reader's Digest – serie TV, 4 episodi (1955-1956)
- Scienza e fantasia (Science Fiction Theatre) – serie TV, episodio 2x08 (1956)
- The Adventures of Jim Bowie – serie TV, un episodio (1956)
- Roy Rogers (The Roy Rogers Show) – serie TV, 6 episodi (1952-1956)
- Il cavaliere solitario (The Lone Ranger) – serie TV, 5 episodi (1949-1957)
- Cavalcade of America – serie TV, un episodio (1957)
- Code 3 – serie TV, un episodio (1957)
- Broken Arrow – serie TV, 5 episodi (1956-1958)
- The Court of Last Resort – serie TV, episodio 1x16 (1958)
- Avventure in elicottero (Whirlybirds) – serie TV, un episodio (1958)
- Furia (Fury) – serie TV, 2 episodi (1957-1958)
- Tombstone Territory – serie TV, un episodio (1958)
- Mike Hammer – serie TV, un episodio (1958)
- Have Gun - Will Travel – serie TV, 2 episodi (1957-1958)
- Trackdown – serie TV, un episodio (1958)
- I racconti del West (Zane Grey Theater) – serie TV, 2 episodi (1956-1959)
- Bronco – serie TV, un episodio (1959)
- Man Without a Gun – serie TV, 2 episodi (1958-1959)
- Lawman – serie TV, un episodio (1959)
- Mr. Lucky – serie TV, episodio 1x01 (1959)
- Maverick – serie TV, episodio 3x08 (1959)
- Ricercato vivo o morto (Wanted: Dead or Alive) – serie TV, episodi 1x03-2x10 (1958-1959)
- This Man Dawson – serie TV, episodio 1x17 (1960)
- Wichita Town – serie TV, episodio 1x17 (1960)
- Lo sceriffo indiano (Law of the Plainsman) – serie TV, un episodio (1960)
- The Texan – serie TV, 2 episodi (1958-1960)
- Sugarfoot – serie TV, episodi 1x17-3x13-3x18 (1958-1960)
- Carovane verso il west (Wagon Train) – serie TV, 3 episodi (1957-1960)
- Shotgun Slade – serie TV, un episodio (1960)
- Bat Masterson – serie TV, un episodio (1960)
- Le leggendarie imprese di Wyatt Earp (The Life and Legend of Wyatt Earp) – serie TV, 3 episodi (1957-1961)
- The Deputy – serie TV, un episodio (1961)
- Gli intoccabili (The Untouchables) – serie TV, un episodio (1961)
- The Tall Man – serie TV, un episodio (1961)
- The Bob Cummings Show – serie TV, un episodio (1961)
- Laramie – serie TV, 3 episodi (1959-1962)
- Tales of Wells Fargo – serie TV, 2 episodi (1957-1962)
- Cheyenne – serie TV, 2 episodi (1960-1962)
- Il virginiano (The Virginian) – serie TV, 2 episodi (1963-1964)
- Perry Mason – serie TV, 3 episodi (1957-1964)

### Cortometraggi
- Carmen, regia di Stanner E.V. Taylor (1913)
- The Fear (1913)
- The Senator's Bill (1914)
- The Human Soul (1914)
- The Square Triangle, regia di Bertram Bracken (1914)
- The Vow (1914)
- The Padrone's Ward (1914)
- The End of the Bridge (1914)
- The Express Messenger, regia di Arthur Mackley (1915)
- Homage, regia di William Worthington (1915)
- Fate Takes a Hand (1915)
- A Bold Impersonation (1915)
- As in the Days of Old (1915)
- Avenged by Lions (1916)
- The Mansard Mystery (1916)
- The Dreaded Tube (1917)
- In the Talons of an Eagle (1917)
- Newspaper Clippings (1918)
- Two Lips and Juleps; or, Southern Love and Northern Exposure (1932)
- The Bride's Bereavement; or, The Snake in the Grass (1932)
- Kickin' the Crown Around (1933)
- No More Bridge! (1934)
- Morocco Nights (1934)